# Santa Rita do Pardo
Santa Rita do Pardo, amtlich Município de Santa Rita do Pardo, ist eine Stadt im brasilianischen Bundesstaat Mato Grosso do Sul in der Mesoregion Ost in der Mikroregion Três Lagoas.

## Geografie

### Lage
Die Stadt liegt 268 km von der Hauptstadt des Bundesstaates (Campo Grande) und 1020 km von der Landeshauptstadt (Brasília) entfernt. Nachbarstädte sind Brasilândia (Norden), Bataguassu (Süden), Ribas do Rio Pardo (Westen) und Presidente Epitácio (Westen).

### Gewässer
Die Stadt gehört zum Flusssystem des Río da Prata. Weitere Flüsse:
- Rio Paraná
- Rio Pardo: rechter Nebenfluss des Rio Paraná.
- Rio Taquaruçu: rechter Nebenfluss des Rio Paraná.
- Rio Três Barras: linker Nebenfluss des Rio Pardo.

### Vegetation
Das Gebiet ist ein Teil der Cerradoss (Savanne Zentralbrasiliens).

### Klima
In der Stadt herrscht Tropisches Klima. Im Jahr fallen 1500 bis 1750 mm Niederschläge. Die Temperatur im kältesten Monat liegt zwischen 18 und 20 Grad Celsius.

## Verkehr
In der Stadt kreuzt sich die Landesstraße MS-040 mit der Landesstraße MS-338.

## Durchschnittseinkommen und HDI
Das Durchschnittseinkommen lag 2011 bei 19.825 Real, der Index der menschlichen Entwicklung (HDI) bei 0,642.